# Sebastian Pflugbeil

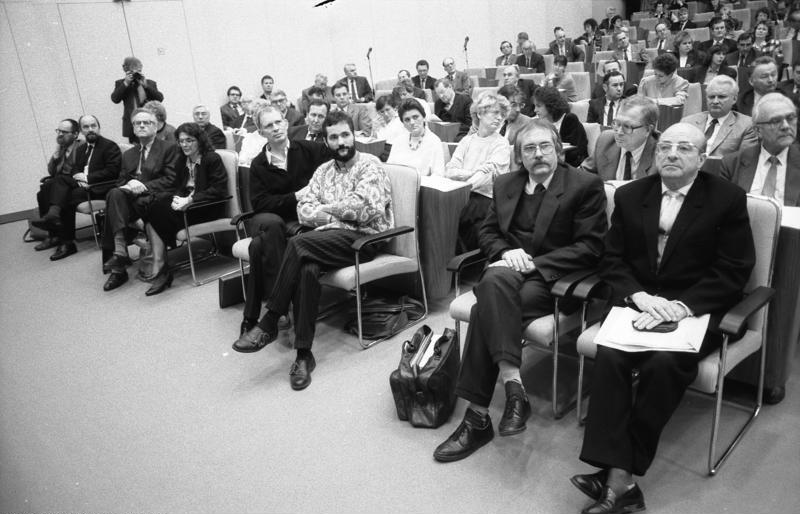
Sebastian Pflugbeil (1. von links) bei der Volkskammer-Tagung zur Aufnahme der neuen Minister in das Kabinett Modrow.

Sebastian Pflugbeil (* 14. September 1947 in Bergen auf Rügen) ist ein deutscher Physiker und Bürgerrechtler. Er war 1989 Mitbegründer des Neuen Forums und 1990 Minister ohne Geschäftsbereich in der letzten von der SED geführten DDR-Regierung (Regierung Modrow).

## Leben
Der Sohn des Kirchenmusikers Hans Pflugbeil und der Cembalistin Annelise Pflugbeil (Gründer der Greifswalder Bachwoche) studierte von 1966 bis 1971 Physik an der Ernst-Moritz-Arndt-Universität in Greifswald und war danach Mitarbeiter am Zentralinstitut für Herz-Kreislaufforschung der Akademie der Wissenschaften der DDR in Berlin-Buch. Seine Dissertation zur biomedizinischen Grundlagenforschung erschien 1983.
Pflugbeil war Mitbegründer des Friedensseminars der evangelischen Immanuelgemeinde in Berlin. Nach der Nuklearkatastrophe von Tschernobyl 1986 arbeitete er im Auftrag des Bundes der Evangelischen Kirchen in der DDR an einer Studie über Probleme der Kernenergiepolitik in der DDR mit. 1988/1989 war Pflugbeil Berater der Ökumenischen Versammlung für Gerechtigkeit, Frieden und Bewahrung der Schöpfung in der DDR. 1989 war er, wie auch seine Frau Christine, Mitbegründer des Neuen Forums (NF) und NF-Sprecher am Berliner und am Zentralen Runden Tisch. Ab Februar 1990 war er Minister ohne Geschäftsbereich der DDR. In dieser Zeit sammelte er Unterlagen über die Kernkraftwerke der DDR, welche er in einem ausführlichen Dossier für die Volkskammer zusammenfasste.
1990 bis 1994 war er als Vertreter der Abgeordnetengruppe Neues Forum/Bürgerbewegungen Mitglied des Abgeordnetenhauses von Berlin. Seit 1993 ist er Vorsitzender des Vereins Kinder von Tschernobyl. Er ist einer der wenigen, die das Innere des Sarkophags – der Beton-Schutzhülle um den explodierten Reaktor – inspiziert haben. Er ist ordentliches Mitglied der Internationalen Ökologischen Akademie.
Von 1999 bis 2021 war Pflugbeil Präsident der Gesellschaft für Strahlenschutz e. V. Aufsehen erregte seine Hypothese, wonach der Leukämiecluster Elbmarsch auf einen Unfall bei illegalen Kernwaffen-Experimenten im September 1986 im GKSS-Forschungszentrum in Geesthacht zurückzuführen sei.
Ende 2001 initiierte er den Aufruf Wir haben es satt, der von früheren Vertretern der DDR-Opposition unterzeichnet wurde.
Seit der Nuklearkatastrophe von Fukushima 2011 reist Pflugbeil regelmäßig zum Informationsaustausch nach Japan.
2012 erhielt er einen Ehrenpreis des Nuclear-Free Future Award für das Lebenswerk.

## Veröffentlichungen
- mit Christa Gurk und Fritz Wolter: Prozessrechnergestütztes Experimentalsystem für den Einsatz in der tierexperimentellen Hypertonieforschung, ein Beitrag zur Experiment-Automatisierung in der biomedizinischen Grundlagenforschung. Dissertation. Akademie der Wissenschaften der DDR, Berlin 1983
- (als Herausgeber): Aufrecht im Gegenwind. Kinder von 89ern erinnern sich. Evangelische Verlags-Anstalt, Leipzig 2010, ISBN 978-3-374-02802-3

## Ehrungen
- Verdienstorden des Landes Berlin (2019)